# Trojanke (Euripid)
Trojanke (starogrčki: Τρωάδες Trōades) je tragedija koju je napisao grčki dramski pisac Euripid.  Praizvedena je u Ateni godine 415. pr. Kr. Radnja je smještena u mitsko doba trojanskog rata, a većina povjesničara vjeruje kako je predstavljala Euripidov komentar aktualnih događaja vezanih uz peloponeski rat - skandalozno skrnavljenje gradskih hermi pred početak sicilijanske ekspedicije te atenski pohod na neutralni otok Melos prilikom koga je sve stanovništvo pobijeno ili porobljeno. 
Radnja počinje kada su se Posejdon i Atena dogovorili pogubiti Ahejce koji se spremaju na odlazak iz Troje. Žene, djevojke i djeca nalaze se u ahejskom taboru i čekaju svoju sudbinu... 